# مصطفى كاتب
مصطفى كاتب
(08 جويلية 1920 - 28 أكتوبر 1989) ممثل مسرحي وسينمائي جزائري قدير.

## عن حياته
مصطفى جزائري من مواليد مدينة سوق أهراس في أقصى الشرق الجزائري، حيث كان المؤسس لفرقة المسرح العربي بقاعة الاوبرا عام1947 برفقة محيي الدين باشطارزي، شارك الممثل في فيلم «ريح الأوراس» و«الليل يخاف من الشمس» عام 1965 للمخرج مصطفى بديع كما أخرج مصطفى كاتب فيلما بعنوان الغولة عام 1972، في عام 1951 شكل فرقة المسرح الجزائري، وأحزرت هذه الفرقة على مجموعة من الجوائز في الكثير من المهرجانات الدولية، في 1958 عين رئيسا للفرقة الفنية التي أنشاتها جبهة التحرير الوطني في تونس برفقة مصطفى تومي، حيث لعبت هذه الفرقة دورا رائدا في مجال التعريف بالقضية الجزائرية للرأي العام العربي والدولي، بعد الاستقلال عين مديرا للمسرح الوطني الجزائري، وأنشأ مدرسة الفنون المسرحية والكوريغرافيا. وفي 1973 عين مستشارا ثقافيا بوزارة التعليم العالي والبحث العلمي، وساهم في بعث الحركة الثقافية والمسرحية في الأوساط الجامعية، في 1985 انتخب بالمجلس الشعبي لمدينة الجزائر، وأسندت له مهمة النشاط الثقافي على مستوى المدينة، حيث أسس خمس مركبات ثقافية ضخمة، وفي 1988 استدعي مرة أخرى لإدارة المسرح الوطني الجزائري، توفي هذا الممثل البارز في تاريخ السينما الجزائرية يوم 28 أكتوبر 1989 بفرنسا بعد أن اعيد تنصيبه مديرا للمسرح الوطني الجزائري.

## أعماله

### أفلامه
- الليل يخاف من الشمس (1965).
- ريح الأوراس (1965).
- العصا والأفيون (1971).
- ديسمبر (1972).
- حسن النية (1989).

### مسرحياته
أهم الأعمال المسرحية التي أخرجها مصطفى كاتب:
ولد اليل، الكاهنة، الأكاذيب، عدو الشعب، دون جوات، عنتر بن شداد، عثمان في الصين، المجرم، توباز، السحور، مونصيرا، البوابون، الجثة المطوقة، الرجل صاحب النعل المطاط، جحا باع حماره، رأس المملوك جابر، سليمان الحلبي، الزفاف الدامي،
ليل العبيد، بيت برناردا آلبا….

## المجلات
كما أنشأ مصطفى كاتب مجلتين: «الحلقة» تعنى بشؤون المسرح، و«الثورة والثقافة» تعنى بشؤون الفكر والثقافة.

## وصلات خارجية
- مصطفى كاتب على موقع IMDb (الإنجليزية)
- مصطفى كاتب على موقع ألو سيني (الفرنسية)
- مصطفى كاتب على موقع قاعدة بيانات الفيلم (الإنجليزية)
- مصطفى كاتب على موقع كينوبويسك (الروسية)
- اسم في الذاكرة مصطفى كاتب... المبدع الذي وهب حياته للفنذ